# チチバビン反応
チチバビン反応（—はんのう、Chichibabin reaction）は、ピリジン構造を持つ含窒素複素環式化合物に金属アミドを反応させて、水素原子とアミノ基が置き換えてアミノ化された生成物を得る有機合成反応である。反応の形式は芳香族求核置換反応に分類される。
下の図の例では、ピリジン1とナトリウムアミドから、2-アミノピリジン2が得られている。副生物として水素ガスが発生する。
チチバビン反応は、1914年にソビエト連邦の化学者アレクセイ・チチバビンらにより発表された。形式上、この反応の前後では ヒドリドイオン(H-)とアミドアニオン(NH2-)が置き換わっているのだが、一般にいわれる中間体は図に示す 3 の形をした付加体であり、そこから水素分子(H2)が遊離して生成物2に至るものとされている。キノリン、イソキノリンを基質とした場合について、3に相当する中間体がNMRで同定された報告がある。ピリジンをアミノ化する場合、反応部位は2位に選択的であり、2,6位を適当な置換基で塞いだ基質(2,6-ルチジンなど)を用いた場合にのみ 4位がアミノ化される。用いられる基質はピリジン、キノリンなど、含窒素複素環式化合物の例がほとんどである。反応温度は、ピリジンをアミノ化する場合では 100℃以上の加熱を必要とするが、キノリンなどのより活性の高い基質では、室温以下でもアミノ化が進行する。溶媒としては、トルエンなどの芳香族炭化水素や N,N-ジメチルアニリンなどが一般的で、無溶媒系も用いられる。基質の活性が高ければアンモニアも溶媒とされる。反応終了時には、生成物は金属アミドの形をとっているため、水などで分解してアミンを遊離させなければならない。
チチバビン反応は、2-アミノピリジンなどを得る合成法として重要な反応であり、また、ベンゼン環と複素環との性質の違いを示す典型的な例でもある。